# هاونغ بايين (باقران)
هاونغ بايين (بالفارسية: هاونگ پائین) هي مستوطنة تقع في إيران في قسم باقران الريفي. يقدر عدد سكانها بـ 97 نسمة .